# Ciclismo nos Jogos Pan-Americanos de 2019 - Madison masculino
A competição do madison masculino foi um dos eventos do ciclismo nos Jogos Pan-Americanos de 2019, em Lima. Foi disputada no Velódromo de la Villa Deportiva Nacional em 4 de agosto.

## Calendário
Horário local (UTC-5).
| Data        | Horário | Fase  |
| ----------- | ------- | ----- |
| 4 de agosto | 19:04   | Final |

## Medalhistas
| Ouro   | CHI Antonio Cabrera Torres e Felipe Peñaloza |
| Prata  | USA Gavin Hoover e Adrian Hegyvary           |
| Bronze | COL Juan Arango Carvajal e Brayan Vergara    |

## Formato da competição
A prova é composta por uma única bateria. A corrida tem 50 km (200 voltas). Os ciclistas competem em pares, com um descansando enquanto o outro corre. As posições são determinadas primeiro pelo número de voltas, depois pelos pontos. Os pontos são concedidos a cada 10 voltas (o primeiro ganha 5, o segundo 3, o terceiro 2 e o quarto 1). Empates em voltas e em pontos são resolvidos com base no último trecho de 20 voltas.

## Resultados
| Pos.              | Atletas                                  | Sprints | Sprints | Sprints | Sprints | Sprints | Sprints | Sprints | Sprints | Sprints | Sprints | Sprints | Sprints | Sprints | Sprints | Sprints | Sprints | Sprints | Sprints | Sprints | Sprints | Ordem de chegada | Pontos de voltas | Pontos |
| Pos.              | Atletas                                  | 1       | 2       | 3       | 4       | 5       | 6       | 7       | 8       | 9       | 10      | 11      | 12      | 13      | 14      | 15      | 16      | 17      | 18      | 19      | 20      | Ordem de chegada | Pontos de voltas | Pontos |
| ----------------- | ---------------------------------------- | ------- | ------- | ------- | ------- | ------- | ------- | ------- | ------- | ------- | ------- | ------- | ------- | ------- | ------- | ------- | ------- | ------- | ------- | ------- | ------- | ---------------- | ---------------- | ------ |
| Medalha de ouro   | CHI Chile                                | 2       | 5       | 2       | 5       | 3       | 3       | 1       | 5       | 3       | 2       | 3       | 5       | 1       | 1       | 3       | 3       | 5       | 5       | 5       | 6       | 2                | 20               | 88     |
| Medalha de ouro   | Antonio Cabrera Torres e Felipe Peñaloza |         |         |         |         |         |         |         |         |         |         |         |         |         |         |         |         |         |         |         |         |                  |                  |        |
| Medalha de prata  | USA Estados Unidos                       | 3       | 1       |         | 2       |         | 5       | 3       | 3       | 5       |         |         |         |         | 2       |         | 5       | 2       | 2       | 2       | 10      | 1                | 40               | 85     |
| Medalha de prata  | Gavin Hoover e Adrian Hegyvary           |         |         |         |         |         |         |         |         |         |         |         |         |         |         |         |         |         |         |         |         |                  |                  |        |
| Medalha de bronze | COL Colômbia                             |         | 3       | 5       |         | 2       | 2       | 5       | 2       | 2       | 1       |         |         |         | 5       | 5       | 2       | 1       | 3       | 1       | 2       | 4                | 20               | 61     |
| Medalha de bronze | Juan Arango Carvajal e Brayan Vergara    |         |         |         |         |         |         |         |         |         |         |         |         |         |         |         |         |         |         |         |         |                  |                  |        |
| 4                 | MEX México                               | 1       |         | 3       |         | 5       | 1       |         |         |         | 5       | 5       |         | 5       | 3       | 1       |         | 3       |         |         | 4       | 3                | 20               | 56     |
| 4                 | Ignacio Juárez e José Infante            |         |         |         |         |         |         |         |         |         |         |         |         |         |         |         |         |         |         |         |         |                  |                  |        |
| 5                 | ARG Argentina                            |         | 2       | 1       | 3       | 1       |         | 2       | 1       | 1       | 3       |         | 2       | 3       |         | 2       | 1       |         |         | 3       |         | 8                | 20               | 45     |
| 5                 | Tomas Contte e Rubén Gabriel Ramos       |         |         |         |         |         |         |         |         |         |         |         |         |         |         |         |         |         |         |         |         |                  |                  |        |
| 6                 | ECU Equador                              |         |         |         |         |         |         |         |         |         |         | 1       | 1       | 2       |         |         |         |         |         |         |         | 9                |                  | 4      |
| 6                 | Carlos Quishpe e Bayron de la Cruz       |         |         |         |         |         |         |         |         |         |         |         |         |         |         |         |         |         |         |         |         |                  |                  |        |
| 7                 | CUB Cuba                                 |         |         |         | 1       |         |         |         |         |         |         |         |         |         |         |         |         |         | 1       |         |         | 5                |                  | 2      |
| 7                 | Alejandro Parra e Leandro Vidueiro       |         |         |         |         |         |         |         |         |         |         |         |         |         |         |         |         |         |         |         |         |                  |                  |        |
| 8                 | TRI Trinidad e Tobago                    | 5       |         |         |         |         |         |         |         |         |         | 2       |         |         |         |         |         |         |         |         |         | 6                | -20              | -13    |
| 8                 | Akil Campbell e Tyler Cole               |         |         |         |         |         |         |         |         |         |         |         |         |         |         |         |         |         |         |         |         |                  |                  |        |
| 9                 | VEN Venezuela                            |         |         |         |         |         |         |         |         |         |         |         | 3       |         |         |         |         |         |         |         |         | 7                | -40              | -37    |
| 9                 | Máximo Romero e Clever Moros             |         |         |         |         |         |         |         |         |         |         |         |         |         |         |         |         |         |         |         |         |                  |                  |        |
| -                 | PER Peru                                 |         |         |         |         |         |         |         |         |         |         |         |         |         |         |         |         |         |         |         |         | -60              | -60              | DNF    |
| -                 | Renato Landa e Cesar Guarniz             |         |         |         |         |         |         |         |         |         |         |         |         |         |         |         |         |         |         |         |         |                  |                  |        |
| -                 | DOM República Dominicana                 |         |         |         |         |         |         |         |         |         |         |         |         |         |         |         |         |         |         |         |         | -40              | -40              | DNF    |
| -                 | Wellinton Capellán e Geovanny García     |         |         |         |         |         |         |         |         |         |         |         |         |         |         |         |         |         |         |         |         |                  |                  |        |

Legenda
| Recorde mundial                  | Recorde mundial (World record)               |                       | Recorde africano                      | Recorde africano (African) |                                           | Q | Classificado por posição (Qualified) |
| Recorde dos Jogos Pan-Americanos | Recorde pan-americano (Pan-American record)  | Recorde da América    | Recorde da América (Americas)         | q                          | Classificado por melhor tempo (Qualified) |   |                                      |
| Melhor marca do ano              | Melhor marca do ano (World leading)          | Recorde asiático      | Recorde asiático (Asian)              | DNS                        | Não largou (Did not start)                |   |                                      |
| Recorde nacional                 | Recorde nacional (National record)           | Recorde europeu       | Recorde europeu (European)            | DNF                        | Não terminou (Did not finish)             |   |                                      |
| Recorde pessoal                  | Recorde pessoal do atleta (Personal best)    | Recorde da Oceania    | Recorde da Oceania (Oceania)          | DSQ / DQ                   | Desclassificado (Disqualified)            |   |                                      |
| Recorde da temporada             | Recorde da temporada do atleta (Season best) | Recorde sul-americano | Recorde sul-americano (South America) | NM                         | Sem marca (No mark)                       |   |                                      |